# 朗德萊克鎮區 (北達科他州麥克亨利縣)
朗德萊克鎮區（英語：Round Lake Township）是位於美國北達科他州麥克亨利縣的一個鎮區。

## 地方資料
朗德萊克鎮區的面積為93.41平方千米，當中陸地面積為84.26平方千米，而水域面積為9.15平方千米。根據2020年美國人口普查的數據，當地共有人口28人，而人口密度為每平方千米0.3人。